# شقیفی، قنا
شقیفی (به عربی: الشقيفي)، روستایی از توابع شهرستان ابو تشت در استان قنا و کشور مصر است.

## جمعیت
براساس سرشماری سال ۲۰۰۶ مصر، جمعیت آن ۷۷۷۷ نفر(۳۷۷۰ مرد و ۴۰۰۷ زن) بوده‌است.